# Кибкалов, Михаил Моисеевич
Михаил Моисеевич Кибкалов (1920—2007) — полковник Советской Армии, участник Великой Отечественной войны, Герой Советского Союза (1946).

## Биография
Михаил Кибкалов родился 15 января 1920 года в селе Марьяновка (ныне — Новосанжарский район Полтавской области Украины). В 1937 году он окончил восемь классов школы, после чего проживал в Горловке. В 1938 году Кибкалов окончил первый курс электротехникума и аэроклуб в Горловке. В августе того же года он был призван на службу в Рабоче-крестьянскую Красную Армию. В 1939 году он окончил Ворошиловградскую военную авиационную школу лётчиков, в мае 1941 года — Сталинградскую военную авиационную школу лётчиков. С декабря 1941 года — на фронтах Великой Отечественной войны. Принимал участие в боях на Крымском, Калининском, Центральном, 1-м Белорусском, 1-м Прибалтийском, Ленинградском фронтах. 15 июля 1942 года был сбит, но сумел выпрыгнуть с парашютом, получил тяжёлые ранения и сильные ожоги.
К концу войны старший лейтенант Михаил Кибкалов командовал звеном 163-го истребительного авиаполка 336-й истребительной авиадивизии 15-й воздушной армии Ленинградского фронта. За время своего участия в войне он совершил 276 (по другим данным, 306) боевых вылетов, принял участие в 38 воздушных боях, сбив 17 вражеских самолётов лично.
Указом Президиума Верховного Совета СССР от 15 мая 1946 года за «мужество и героизм, проявленные в боях», старший лейтенант Михаил Кибкалов был удостоен высокого звания Героя Советского Союза с вручением ордена Ленина и медали «Золотая Звезда» за номером 6226.
После окончания войны Михаил Моисеевич Кибкалов продолжил службу в Советской Армии. В 1948 году он окончил Липецкие высшие лётно-тактические курсы усовершенствования офицерского состава. В 1970 году в звании полковника Кибкалов был уволен в запас. Проживал сначала в Грозном, затем с 1972 года в Зеленограде (ныне — в черте Москвы). В 1973—1992 годах руководил Зеленоградским комитетом ДОСААФ, был заместителем председателя Зеленоградского Совета ветеранов. Скончался 21 января 2007 года, похоронен на Зеленоградском кладбище.
Был также награждён тремя орденами Красного Знамени, орденами Отечественной войны 1-й и 2-й степеней, Красной Звезды, российским орденом Почёта, рядом медалей.